# Chamobates rastratus
Chamobates rastratus är en kvalsterart som först beskrevs av Hull 1914.  Chamobates rastratus ingår i släktet Chamobates och familjen Chamobatidae. Inga underarter finns listade i Catalogue of Life.